# Leucania fallaciosa
Leucania fallaciosa là một loài bướm đêm trong họ Noctuidae.